# نيل كلارك ارين
نيل كلارك ارين (بالإنجليزية: Neil Clark Warren)‏ هو عالم نفس أمريكي، ولد في 18 سبتمبر 1934 في دي موين في الولايات المتحدة.

## وصلات خارجية
- نيل كلارك ارين على موقع إن إن دي بي (الإنجليزية)